# حنيفقان (مقاطعة فيروزآباد)
حنيفقان (بالفارسية: حنیفقان) هي قرية تقع في قسم خواجه‌اي الريفي في إيران. يقدر عدد سكانها بـ 143 نسمة بحسب إحصاء 2016.